# Johann Friedrich Rehkopf
Johann Friedrich Rehkopf (* 20. Januar 1733 in Leipzig; † 15. März 1789 in Dresden) (abweichend * 25. Januar 1733; † 14. März 1789) war ein deutscher evangelischer Geistlicher, Hochschullehrer und Autor.

## Leben
Johann Friedrich Rehkopf besuchte die Fürstenschule in Grimma und anschließend von 1746 bis 1751 die Klosterschule in Schulpforte.
Er begann 1751 ein Theologie- und Philosophie-Studium an der Universität Leipzig und hörte Vorlesungen bei Johann August Ernesti und beschäftigte sich auch mit den älteren Sprachen, so u. a. mit den griechischen, hebräischen und den morgenländischen Dialekten.
Er wurde 1755 in Leipzig Baccalaureus der Philosophie, später Magister und Vesperprediger an der Paulinerkirche in Leipzig. 1761 wurde er als Diakon an die Katharinenkirche nach Zwickau und 1764 als Archidiakon in Reichenbach im Vogtland berufen. Er war außerdem zeitweise Abt von Mariental sowie Ephorus des dortigen Gymnasiums.
1769 kam er als Nachfolger von Wilhelm Abraham Teller, der nach Berlin ging, als Professor der Theologie an die Universität Helmstedt, nachdem er in Leipzig als Doktor der Philosophie promovierte. Dort wirkte er bis 1778 als Generalsuperintendent und Ordinarius der Theologie sowie als Prediger an der Helmstedter Stephanskirche. Einen Ruf als Hauptpastor nach Hamburg an die St.-Jakobi-Kirche zu gehen, lehnte er ab, sondern ging 1778 als Pastor Primarius an der Kreuzkirche und als Superintendent nach Dresden, dort hatte er den Rang und Titel eines königlich-sächsischen Kirchenrates am Oberkonsistorium des Königreiches Sachsen.
Johann Friedrich Rehkopf war mit Christiane Brigitte Rehkopf, eine Tochter des Johann Gottfried Weller (1712–1780), Superintendent in Zwickau, verheiratet. 1790 gab sein einziger Sohn, Heinrich Wohlrath Rehkopf (* 1764 in Zwickau; † 11. Juli 1814), Pfarrer in Dorna bei Wittenberg, eine Sammlung der Predigten seines Vaters zusammen mit einer Biographie heraus.

## Mitgliedschaften
- Von 1784 bis 1789 war er Präsident der Societät Christlicher Liebe und Wissenschaften.

## Schriften (Auswahl)
- Johann Friedrich Rehkopf; Johann Jacob Ebert: Vitae Patriarcharum Alexandrinorum quinque specimen I-III. Lipsiæ, 1758–59.
- Johann Christian Krüger; Johann Friedrich Rehkopf; Christiane Brigitte Rehkopf: Als der Hochwohlehrwürdige und Hochwohlgelahrte Herr M. Johann Friedrich Rehkopf, ein Sohn Heinrich Michaels, von Leipzig in Meißen, wohlverdienter Diaconus an der Kirche zu S. Catharinen in der Stadt Zwickau, sich ehelich verband mit der Jungfer Christianen Brigitten, Tochter des Herrn M. Johann Gottfried Wellers (berühmten Superintendentens in Zwickau), von Zwickau in Meißen, sang dieses arabische Gedichte M. Johann Christian Krüger, ein Sohn Busse Arnholdts, von Leipzig in Meißen, bisher Magister legens und Vesper-Prediger an der Paullinerkirche in der Stadt Leipzig, nun aber berufener Diaconus der Kirche in Crimmitzschau Am Tage des Monats Julius, im Jahre nach Christi Geburt 1763. Leipzig Löper Leipzig 1763.
- De Zwiccaviensibus litterarum orientalium studio claris et duo meritis epistola. Zwiccavia, 1763.
- Anleitung zu richtigem Verstande und erbaulicher Anwendung der beyden Bußtexte, Jes. 53, V. 11. und 1 Petr. 2, V. 24. am ersten allgemeinen Buß- Bet- und Fasttage des 1767sten Jahres, welcher durch einen gnädigsten Befehl der höchsten Landesobrigkeit in den Chursächsischen und incorporirten Landen den 3. April, Freytags nach dem Sonnt. Lätare, zu feyern ist angeordnet worden. Leipzig: Stopffel, 1767.
- Anleitung zu richtigem Verstande und erbaulicher Anwendung der beyden Bußtexte, Jes. 45, V. 21. 22. und Col. 1, V. 12. 13. 14. am ersten allgemeinen Buß- Bet- und Fasttage des 1768sten Jahres, welcher durch einen gnädigsten Befehl der höchsten Landesobrigkeit in den Chursächsischen und incorporirten Landen den 11 März, Freytags nach dem Sonnt. Oculi, zu feyern ist angeordnet worden. Leipzig: Stopffel, 1768.
- Anleitung zu richtigem Verstande und erbaulicher Anwendung der beyden Bußtexte 1 Tim. 2, V. 5. 6. und Joh. 12, V. 32. 33. am ersten allgemeinen Buß- Bet- und Fasttage des 1769sten Jahres, welcher durch einen gnädigsten Befehl der höchsten Landesobrigkeit in den Chursächsischen und incorporirten Landen den 10 März, Freytags nach dem Sonnt. Lätare, zu feyern ist angeordnet worden. Leipzig: Stopffel, 1769.
- Christianus Reineccius; Johann Friedrich Rehkopf: Ianua hebraeae linguae Veteris Testamenti accessit una cum grammatica lexicon hebraeo-chaldaicum. Lipsiae : Sumpt. Ioannis Friderici Iunii, 1769.
- Johann Gottlob Artzt; Johann Friedrich Rehkopf: Observatiunculae ad Scripturae sacrae loca sex Ad Joannem Fridericum Rehkopfium, ut animum addictissimum testaretur scripsit, et summos in theologia honores gratulatur Joannes Gottlob Artzt. 1770
- Michae Et Matthaei In Loco Natali Messiae Consensvs Programma Sacris Natalitiis Domini Nostri Iesv Christi A. C. MDCCLXXII In Academia Ivlia Carolina Editvm. Helmstadii Schnorr Wolfenbüttel Herzog August Bibliothek Helmstedt 1772.
- Die selige Verfassung: Leichenpredigt auf Johann Konrad Sievers, Kaufmann zu Helmstädt; † 19. Mai 1772. Helmstädt : Drimborn, 1772.
- Johann Friederich Rehkopf; J F Froriep. Promotionem doctoralem viri summe reverendi atque excellentissimi Iusti Friderici Froriep A.D. XXII Ddcembr. A.C. CIC̳IC̳CCLXXII in Academia Iulia Carolina rite institutam sollemniter indicit procancellarius Iohannes Fridericus Rehkopf. Helmstadii : Typis vidvae Schnorriae, 1772.
- Legatvs Fecialis Ad Malach. III C. I Programma Festo Michaelis Die A. C. MDCCLXXIII In Academia Ivlia Carolina P. P. Helmstadii Schnorr Wolfenbüttel Herzog August Bibliothek Helmstedt 1773.
- Malʾakh ha-Berit Legatvs Fecialis Ad Malach. III C. I: Programma Festo Michaelis Die A. C. MDCCLXXIII In Academia Ivlia Carolina. Literis Vidvae P. D. Schnorrii Universitäts- und Landesbibliothek Sachsen-Anhalt 1773.
- Specimen theologiae popularis in explicando loco de Scriptura S. Helmstadii, 1773.
- D. Johann Friedrich Rehkopfs Erklärende Umschreibung der Leidensgeschichte und letzten Reden Jesu Christi nach der vereinigten Erzählung der vier Evangelisten. Halle ;Helmstädt Hemmerde Wolfenbüttel Herzog August Bibliothek Halle, Saale Helmstedt 1773.
- Johann Friedrich Rehkopfs Grundriß einer Homiletik: für seine Zuhörer. Halle ; Helmstädt Hemmerde 1774
- D. Johann Friedrich Rehkopfs Lehrbuch der christlichen Moraltheologie: zum Gebrauch akademischer Vorlesungen. Halle; Helmstädt Hemmerde 1775.
- Ioannes Fridericus Rehkopf; Stephanus Roth; Antonius Augustus Henricus Lichtenstein; Michael Leuckart: De Stephano Rothio Rectore Cygneo Saec. XVI Qvaedam Praefatvs Inavgvrationem Novi Rectoris Scholae Vrbicae Helmstadiensis Viri Antonii Avgvsti Henrici Lichtensteinii Artivm Magistri Et Societatis Dvcalis Tevtonicae Helmstadiensis Sodalis A.D. XI Aprilis A.C. MDCCLXXV Svscipiendam Indicit D. Ioannes Fridericvs Rehkopf Svperintendens Generalis Et Scholae Ephorvs. Helmstadium, 1775.
- Momentum doctrinae de angelis ad religionem christianam. Helmstadii, 1776.
- Trauerrede, bey dem Sarge des Fürstlich Braunschweig-Lüneburgischen Hofraths, Herrn Eberhard Johann Ludewig Cellarius. Helmstädt 1776
- Predigt an dem zweyhundertjährigen Stiftungstage der Julius Carls Universität zu Helmstädt, dem 15 October 1776. Wolfenbüttel Herzog August Bibliothek Helmstädt Kühnlin 1776.
- Argumenta personalitatis Spiritus sancti. Helmstadii, 1777.
- Abzugspredigt in der Stephans-Kirche zu Helmstädt: Nebst der letzten Anrede an seine akademischen Zuhörer. Helmstädt : Kühnlin, 1778.
- Ueber Jephtha und sein Gelübde : auf den Einzug Seiner hochwürdigen Magnificenz Herrn D. Johann Friderich Rehkopfs. Dresden, 1778.
- Johann Gottfried Am Ende; Johann Friedrich Rehkopf: Coniectura de loco Paulli I. Cor. V, 5. 1778.
- Gottfried Winkler; Johann Friedrich Rehkopf: Natur und Religion Fünftes Bändchen mit Kupfern. Waldenburg Hofmann 1778.
- Predigt am Friedens-Dankfeste: den 6. Junius, 1779. Dresden: Hilschersche Buchhandlung, 1779.
- Nicolai Edinger Balle; Johann Friedrich Marcus; Johann Friedrich Rehkopf: Heilige Lehren des christlichen Glaubens, in öffentlichen Erbauungs-Reden vorgetragen. Dresden Leipzig 1780.
- Nicolai Edinger Balle; Johann Friedrich Rehkopf; Johann Friedrich Marcus: D. Nicolai Edinger Balles, Königl. Dän. Hofpredigers und ersten öffentlichen Lehrers der Gottesgelahrheit auf der Universität Kopenhagen, Heilige Lehren des christlichen Glaubens, in öffentlichen Erbauungs-Reden vorgetragen Erster Band. Dreßden Leipzig Dresden Leipzig 1780.
- Drey Predigten von der Beichte; vom heiligen Abendmahle; von der geistlichen Genießung Christi. Helmstädt Kühnlin Wolfenbüttel Herzog August Bibliothek 1782.
- Johann Karl Götzinger; Johann Friedrich Rehkopf; Officina Scholziana; Johanna Eleonore Scholze: Philologische Excursionen zur Erläuterung des neuen Testaments aus den gottesdienstlichen Alterthümern des alten Bundes, eine Gelegenheitsschrift, mit welcher Herrn D. Johann Friedrich Rehkopf, Sr. Kurfl. Durchl. zu Sachsen hochverordneten Oberconsistorialrathe, der Kirche zum H. Kreuz in Dresden hochansehnl. Past. Prim. und der Diöces Dresden hochberühmten Superintendenten, seinem hochgebietenden Herrn und großen Beförderer, zu Deroselben am 25sten Jenner 1784 glücklich erlebten hohen Geburtstage, in tiefer Ehrerbietung und Submission Glück wünschet. Bauzen Scholze Bautzen 1784.
- Johann Gottlieb Feilgenhauer; Johann Christian Werther; Gottfried Ehrenreich Bürger; Johann Friedrich Rehkopf; Jacob Friedrich: Friedrichstädter Schul-Denkmal. Friedrichstadt: Real- und Armenschule, 1785.
- Christian Reineccius; Johann Friedrich Rehkopf: Ianua hebraeae linguae veteris testamenti: in qua totius codicis hebraei vocabula. Lipsiae Iunius 1769
- Christian Reineccius; Johann Friedrich Rehkopf: Lexicon Hebraeo-Chaldaicum. Lipsiae: Junius, 1788.
- Dem Andenken des Magnifici, Hochwürdigen und Hochgelahrten Herrn D. Johann Friedrich Rehkopfs an Dessen Begraebnistage den 19. Mart. 1789 gewidmet, von sämtlichen Mitgliedern der, Prediger-Gesellschaft zum heiligen Kreuz, M. August Wilhelm Hoffmann, Senior. M. Carl Heinrich Homilius. Georg Joachim Nagel. Dresden: Harpeterischen Schriften, 1789.
- Dietel; Hoppe; Schwarz; Johann Friedrich Rehkopf: Empfindungen der Wehmuth, über den Tod, Sr. Hochwürdigen Magnificenz des Herrn Doktor Rehkopf, den 14. März 1789. Dresden : Meinholdische Schriften, 1789.
- Johann Friedrich Rehkopf; Heinrich Wohlrath Rehkopf: D. Johann Friedrich Rehkopfs Predigten und Reden nebst Dessen Leben. Friedrichstadt-Dresden: Gerlach, 1790.
- Johann Friedrich Rehkopf; Karl Wilh Rehkopf; Ephraim Gottlieb Krüger; Anton Graff: D. Johann Friedrich Rehkopfs, gewesenen Churfürstl. Sächß. Oberconsistorial-Raths und Superintendentens in Dresden, Predigten und Reden, nebst dessen Leben. Friedrichstadt-Dresden : Gerlach, 1790.
- Die ältesten Geschichtsbücher der Hebräer erklärt nach Johann David Michaelis nebst einigen neuen Zusätzen. Theil 1 Das erste Buch Mosis. Wittenberg 1805.
- Christian Reineccius; Johann Friedrich Rehkopf; August Philipp Ludwig Sauerwein: Lexicon Hebraeo-Chaldaicum in quo omnes voces Hebraeae et Chaldaicae linguae quae in Vet. Test. libris occurrunt exhibentur adjectis ubique genuinis significatibus Latinis acc. Christiano Reineccio Iterum editum emendatum auctum per Joannem Frider. Rehkopf; Denuo edidit auxit atque in ordinemalphabeticum orologit Augustus Philipp. Ludov. Sauerwein. Hanoviae Hahn 1828.
- Johannes Florentius Martinet; Johann Jacob Ebert; Johann Friedrich Rehkopf: Kleiner Katechismus der Natur. Mainz Universitätsbibliothek 2017